# Siliștea, Argeș
Siliștea este un sat în comuna Căteasca din județul Argeș, Muntenia, România. Se află pe malurile Neajlovului, în sudul comunei.